# 新川宗平
新川 宗平（にいかわ そうへい、1973年7月14日 - ）は、日本のコンピューターゲームのゲームプロデューサーであり、シナリオライターである。代表作は『マール王国の人形姫シリーズ』や『魔界戦記ディスガイアシリーズ』など。株式会社日本一ソフトウェアにおいて、2009年から2022年にわたって代表取締役社長を務めていた。2025年4月1日には合同会社スーパーニッチを設立したことを発表。

## 略歴
- 1996年4月、株式会社日本一ソフトウェアに入社[1]
- 2002年6月、取締役企画営業部長に就任[1]
- 2004年8月、社取締役エンターテインメント事業部長に就任[1]
- 2008年1月、取締役開発部長に就任[1]
- 2009年4月、常務取締役開発部長に就任[1]
- 2009年7月1日、代表取締役社長に就任[1]
- 2022年8月19日、株式会社日本一ソフトウェアの代表取締役社長および取締役を辞任[3]
- 2022年8月29日、合同会社スーパーニッチを設立[4]
- 2025年4月1日、合同会社スーパーニッチを設立していたことを各メディアに公表[2]

## エピソード
株式会社日本一ソフトウェアには営業・広報として1996年に採用されたが、同年に発売された『ロジック麻雀 創龍』で初めてディレクターとシナリオライターを担当。イラストレーターのRyoji（野村良治）とは同期入社。
『マール王国の人形姫』が開発された背景としては、ガストの発売した『マリーのアトリエ』の成功に影響されたことと、当時このままでは会社がつぶれそうな中、「どうせつぶれるのならジワジワと首が絞まっていくような死に方をするよりも華々しく散りたい！」という思いでRPGに挑戦したことをインタビューで挙げている。
株式会社日本一ソフトウェアの位置する岐阜県の地域振興を精力的におこなっており、2017年から岐阜県で開催されている、ゲームを中心としたエンターテインメントイベント「ぜんため -全国エンタメまつり-」では、実行委員会の委員長を務めていた。他には、各務原市のふるさと納税の返礼品として日本一ソフトウェアの製品を提供することや、ゲームキャラクター「プリニー」を模した防犯ブザーを制作し地元小学生に配布するなどの地域活動を会社としておこなっていた。2022年8月29日に設立した合同会社スーパーニッチの登記住所も岐阜県岐阜市としている。

## 作品

### ゲーム[2]
- 1998年発売『炎の料理人クッキングファイター好』プロデューサー／企画
- 1998年発売『マール王国の人形姫』プロデューサー／企画／シナリオ原作
- 1999年発売『リトルプリンセス マール王国の人形姫2』プロデューサー／企画原案／シナリオ
- 2000年発売『天使のプレゼント マール王国物語』プロデューサー／シナリオ
- 2002年発売『ラ・ピュセル 光の聖女伝説』プロデューサー／シナリオ
- 2003年発売『魔界戦記ディスガイア』プロデューサー／シナリオ
- 2004年発売『流行り神 警視庁怪異事件ファイル』プロデューサー／シナリオ監修／一部シナリオ
- 2006年発売『魔界戦記ディスガイア2』プロデューサー／シナリオ（Kaori Shinmeiと共同）
- 2008年発売『魔界戦記ディスガイア3』プロデューサー
- 2010年発売『絶対ヒーロー改造計画』プロデューサー／シナリオ（Kaori Shinmei, Yamazi Machinaと共同）
- 2011年発売『魔界戦記ディスガイア4』プロデューサー／シナリオ（Yamazi Machinaと共同）
- 2013年発売『神様と運命革命のパラドクス』プロデューサー／シナリオ（Tomohiro Sugiyama, Yamazi Machinaと共同）
- 2015年発売『魔界戦記ディスガイア5』プロデューサー／シナリオ（井上恵一, 泉達也と共同）
- 2021年発売『魔界戦記ディスガイア6』プロデューサー／シナリオ